# ان جی سی ۳۵
ان جی سی ۳۵ (به انگلیسی: NGC 35) یک کهکشان مارپیچی در صورت فلکی نهنگ است.